# Osterley
Die Osterley (nordfriesisch: Uaster Lai) ist ein Priel, der südlich von Sylt durch das nordfriesische Wattenmeer verläuft und in das Hörnumtief mündet.
Beim Bau des Hindenburgdammes wurden Teile des Priels zugeschüttet, so dass sich der Verlauf verkürzte.